# Ediciones Novedades Educativas
Ediciones Novedades Educativas es una editorial argentina fundada en 1989 que se especializa en la edición de materiales para la formación y actualización de profesionales de la educación y la salud.  

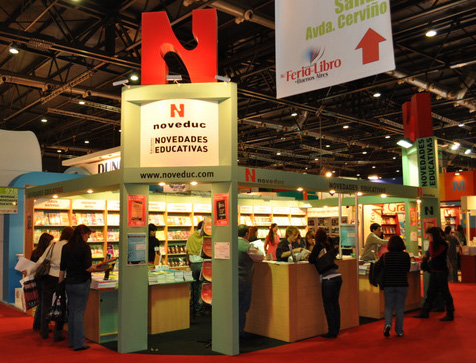
Stand de Novedades Educativas en la Feria Internacional del Libro de Buenos Aires

## Historia
En 1989 se funda en Buenos Aires la revista de actualización docente “Novedades Educativas”, como continuación de una actividad iniciada en 1985 alrededor de la capacitación y actualización docente. En 1995, se lanza la colección “Ensayos y Experiencias”, publicación destinada a directivos, orientadores escolares, psicopedagogos y profesionales de la salud relacionados con la educación. Desde 1992 se organizan más de 25 congresos destinados a profesores y maestros de todas las provincias argentinas y del exterior, con el objetivo de fomentar el intercambio y la colaboración entre los profesionales de la educación. 
En 1995, inicia la edición de libros a través de distintas colecciones, transformándose en una editorial técnico-profesional especializada en la edición de materiales pedagógicos para formación, capacitación y actualización de maestros y profesores. También comienzan a desarrollarse contenidos destinados a profesionales de la salud y de la prevención familiar, infantil y juvenil (psicólogos, psicopedagogos, pediatras, abogados, magistrados, etc.). 
En la década siguiente, la editorial se dedica a explorar las diversas temáticas que exigen los cambios sociales para adentrarse en el lanzamiento de colecciones destinadas a Discapacidad e Integración; Familias; Educación y Trabajo; Salud y Prevención.

## Principales Colecciones
- 0a5, la educación en los primeros años
- Biblioteca Didáctica
- Bibliotecología
- Capítulos de Psicomotricidad
- Comer sin riesgos
- Conjunciones
- Diarios para chicos curiosos
- [dis]capacidad
- Educación con jóvenes
- Educación y trabajo
- EDU/CAUSA
- Ensayos y Experiencias
- Familia/s
- Filosofía con niños
- Formación de formadores
- Gestión Institucional
- La máquina del Tiempo
- Psicología y educación
- Recursos didácticos
- Reflexión y debate
- Revista En la escuela
- Revista Novedades Educativas
- Revista Propuesta Educativa
- Serie Interlineas

## Boletín Educativo
En el año 2003 comienza a producirse el Boletín Educativo, un servicio gratuito de difusión de las últimas novedades en el ámbito de la educación latinoamericana y mundial. En el año 2011, se contabilizan más de 40.000 profesionales de la educación y la salud que participan en este proyecto, habiéndose transformado en un medio de comunicación y actualización fundamental en el área de la educación.

## Red de librerías pedagógicas independientes
Desde principios de 2010, Ediciones Novedades Educativas ha comenzado a fomentar la creación de una Red de Librerías Pedagógicas Independientes que permitan difundir, en toda América Latina, libros y revistas relacionados con la educación y la salud de niños y adultos. 